# Ivan Gotti
Ivan Gotti (født 28. marts 1969) er en tidligere italiensk professionel landevejscykelrytter.
Gotti blev født i San Pellegrino Terme, Lombardiet. Højdepunktet i han karriere kom da han vandt Giro d'Italia i 1997 og 1999.

## Sejre
- Etapesejr i Giro d'Italia 1996
- Sammenlagt vinder af Giro d'Italia 1997 (og etapesejr)
- Sammenlagt vinder af Giro d'Italia 1999
- Etapesejr i Katalonien Rundt 2001